# Championnat de Singapour de football 2014
Navigation
Saison 2013 Saison 2015
La saison 2014 du Championnat de Singapour de football est la quatre-vingt-deuxième édition de la première division à Singapour, organisée par la fédération singapourienne sous forme d'une poule unique où toutes les équipes rencontrent deux fois leurs adversaires, à domicile et à l'extérieur. À l'issue de cette phase régulière, les six premiers et les six derniers sont répartis en deux poules distinctes et s'affrontent à nouveau une fois. Il n'y a pas de relégation puisque les clubs inscrits sont des franchises, à l'image de ce qui se fait dans les championnats australien ou nord-américain. 
À l'issue de la saison, le champion se qualifie pour la Ligue des champions de l'AFC, alors que le vainqueur de la Coupe de Singapour obtient son billet pour la Coupe de l'AFC. Néanmoins, les franchises « étrangères » comme DPMM Brunei, Young Lions, Harimau Muda et Albirex Niigata ne peuvent pas s'aligner en compétition asiatique pour représenter Singapour. 
C'est le club de Warriors FC qui est sacré cette saison après avoir terminé en tête du classement final avec trois points d'avance sur DPMM Brunei et quatre sur le tenant du titre, Tampines Rovers. Il s'agit du douzième titre de champion de Singapour de l'histoire du club.

## Les 12 clubs participants
| Club                  | Ville                    | Entraîneurs              | Stade                         | Capacité théorique |
| --------------------- | ------------------------ | ------------------------ | ----------------------------- | ------------------ |
| Albirex Niigata (S)   | Jurong East, Singapour   | Koichi Sugiyama          | Stade Jurong East             | 2 700              |
| Balestier Khalsa      | Toa Payoh, Singapour     | Darren Stewart           | Stade Toa Payoh               | 3 900              |
| DPMM Brunei           | Bandar Seri Begawan      | Vjeran Simunić           | Stade Sultan Hassanal Bolkiah | 30 000             |
| Geylang International | Bedok, Singapour         | Mike Wong V. Kanakarajan | Stade Bedok                   | 3 900              |
| Harimau Muda          | Yishun, Singapour        | Ong Kim Swee             | Stade Yishun                  | 3 400              |
| Home United           | Bishan, Singapour        | Lee Lim-saeng            | Stade Bishan                  | 4 200              |
| Hougang United        | Hougang, Singapour       | Nenad Bacina             | Stade Hougang                 | 2 500              |
| Warriors FC           | Choa Chu Kang, Singapour | Richard Bok              | Stade Choa Chu Kang           | 4 600              |
| Tampines Rovers       | Clementi, Singapour      | Steven Tan               | Stade Clementi                | 4 000              |
| Tanjong Pagar United  | Queenstown, Singapour    | Terry Pathmanathan       | Stade Queenstown              | 3 800              |
| Woodlands Wellington  | Woodlands, Singapour     | Salim Moin               | Stade Woodlands               | 4 300              |
| Young Lions           | Kallang, Singapour       | Robin Chitrakar          | Stade Jalan Besar             | 8 000              |

## Compétition
Le barème de points servant à établir le classement se décompose ainsi :
- Victoire : 3 points ;
- Match nul : 1 point ;
- Défaite : 0 point.

### Classement final
| Rang | Équipe                | Pts | J  | G  | N | P  | Bp | Bc | Diff |
| ---- | --------------------- | --- | -- | -- | - | -- | -- | -- | ---- |
| 1    | Warriors FC           | 53  | 27 | 16 | 5 | 6  | 53 | 35 | +18  |
| 2    | DPMM Brunei           | 50  | 27 | 15 | 5 | 7  | 63 | 30 | +33  |
| 3    | Tampines Rovers       | 49  | 27 | 14 | 7 | 6  | 44 | 32 | +12  |
| 4    | Home United           | 44  | 27 | 13 | 5 | 9  | 52 | 41 | +11  |
| 5    | Albirex Niigata       | 44  | 27 | 13 | 5 | 9  | 51 | 40 | +11  |
| 6    | Balestier KhalsaC     | 40  | 27 | 11 | 7 | 9  | 46 | 34 | +12  |
| 7    | Hougang United        | 42  | 27 | 12 | 6 | 9  | 49 | 42 | +7   |
| 8    | Geylang International | 32  | 27 | 8  | 8 | 11 | 33 | 44 | -11  |
| 9    | Tanjong Pagar United  | 29  | 27 | 8  | 5 | 14 | 35 | 44 | -9   |
| 10   | Young Lions           | 26  | 27 | 7  | 5 | 15 | 38 | 54 | -16  |
| 11   | Woodlands Wellington  | 23  | 27 | 5  | 8 | 14 | 22 | 52 | -30  |
| 12   | Harimau Muda B        | 20  | 27 | 6  | 2 | 19 | 28 | 67 | -39  |

|  | Qualification pour le tour préliminaire de la Ligue des champions de l'AFC 2015 |
|  | Qualification pour la Coupe de l'AFC 2015                                       |
|  | T : Tenant du titre C : Vainqueur de la Coupe de Singapour                      |

### Matchs

#### Phase régulière
| Résultats (▼dom., ►ext.) | ALB | BAL | DPM | GLI | HMB | HOM | HOU | TAM | TPU | WAR | WLW | YLI |
| Albirex Niigata          |     | 1-0 | 0-1 | 4-2 | 3-0 | 4-2 | 0-1 | 2-2 | 2-1 | 0-4 | 7-1 | 4-2 |
| Balestier Khalsa         | 1-1 |     | 3-3 | 1-1 | 2-0 | 3-0 | 4-1 | 0-2 | 1-0 | 2-2 | 1-2 | 3-1 |
| DPMM Brunei              | 2-1 | 4-1 |     | 0-0 | 5-0 | 2-3 | 2-2 | 1-2 | 4-0 | 2-0 | 8-1 | 6-1 |
| Geylang International    | 3-4 | 1-2 | 1-1 |     | 2-3 | 1-4 | 3-2 | 1-0 | 1-1 | 0-1 | 1-1 | 1-0 |
| Harimau Muda B           | 1-4 | 1-5 | 1-4 | 0-3 |     | 0-3 | 3-4 | 0-1 | 1-2 | 2-4 | 1-0 | 2-3 |
| Home United              | 4-2 | 2-1 | 0-3 | 4-1 | 3-1 |     | 2-2 | 2-2 | 4-0 | 2-2 | 0-0 | 0-3 |
| Hougang United           | 3-1 | 2-1 | 0-1 | 2-0 | 1-2 | 3-1 |     | 4-2 | 1-1 | 3-2 | 2-2 | 0-3 |
| Tampines Rovers          | 1-1 | 3-1 | 2-1 | 3-0 | 3-2 | 1-0 | 1-1 |     | 0-1 | 3-3 | 1-2 | 3-2 |
| Tanjong Pagar United     | 1-2 | 0-3 | 1-2 | 1-2 | 1-2 | 1-2 | 1-2 | 1-1 |     | 1-1 | 0-1 | 3-0 |
| Warriors FC              | 1-3 | 1-1 | 1-0 | 2-1 | 3-0 | 1-4 | 2-0 | 2-0 | 4-1 |     | 1-0 | 4-1 |
| Woodlands Wellington     | 1-1 | 1-1 | 0-2 | 0-2 | 1-1 | 0-3 | 1-1 | 0-2 | 0-2 | 1-0 |     | 1-3 |
| Young Lions              | 1-2 | 0-4 | 2-3 | 0-0 | 0-0 | 1-1 | 2-1 | 1-2 | 2-3 | 2-3 | 2-2 |     |

#### Seconde phase
| Résultats (▼dom., ►ext.) | ALB | BAL | DPM | HOM | TAM | WAR |
| Albirex Niigata          |     |     | 0-1 | 2-1 |     |     |
| Balestier Khalsa         | 2-0 |     |     | 0-1 |     |     |
| DPMM Brunei              |     | 1-1 |     | 1-2 |     | 2-3 |
| Home United              |     |     |     |     | 0-1 | 2-3 |
| Tampines Rovers          | 0-0 | 3-1 | 2-1 |     |     |     |
| Warriors FC              | 1-0 | 0-1 |     |     | 2-1 |     |

| Résultats (▼dom., ►ext.) | GLI | HMB | HOU | TPU | WLW | YLI |
| Geylang International    |     |     | 0-4 | 1-1 | 2-1 |     |
| Harimau Muda B           | 1-2 |     |     | 0-5 |     |     |
| Hougang United           |     | 0-1 |     | 4-2 |     |     |
| Tanjong Pagar United     |     |     |     |     | 1-0 | 3-1 |
| Woodlands Wellington     |     | 3-2 | 0-3 |     |     | 1-2 |
| Young Lions              | 1-1 | 0-1 | 2-0 |     |     |     |

## Bilan de la saison
| Championnat de Singapour de football 2014             |                         |
| Champion                                              | Warriors FC (12e titre) |
| Coupes et trophées                                    |                         |
| Vainqueur de la Coupe de Singapour 2014               | Balestier Khalsa        |
| Qualifications continentales                          |                         |
| Ligue des champions de l'AFC 2015 (tour préliminaire) | Warriors FC             |
| Coupe de l'AFC 2015                                   | Balestier Khalsa        |
| Promotions et relégations                             |                         |
| Promus en S-League                                    | Aucun                   |
| Relégués en Division II                               | Aucun                   |